# 파드미니 콜하푸르
파드미니 콜하푸레(힌디어: पद्मिनी कोल्हापुरी, 영어: Padmini Kolhapure, 1965년 11월 1일 ~ )는 인도의 배우, 가수이다. 1982년 필름페어상 여우주연상 수상자이다.

## 출연 작품
- 사랑의 열병 (1982)